# Włodzimierz (Sabodan)

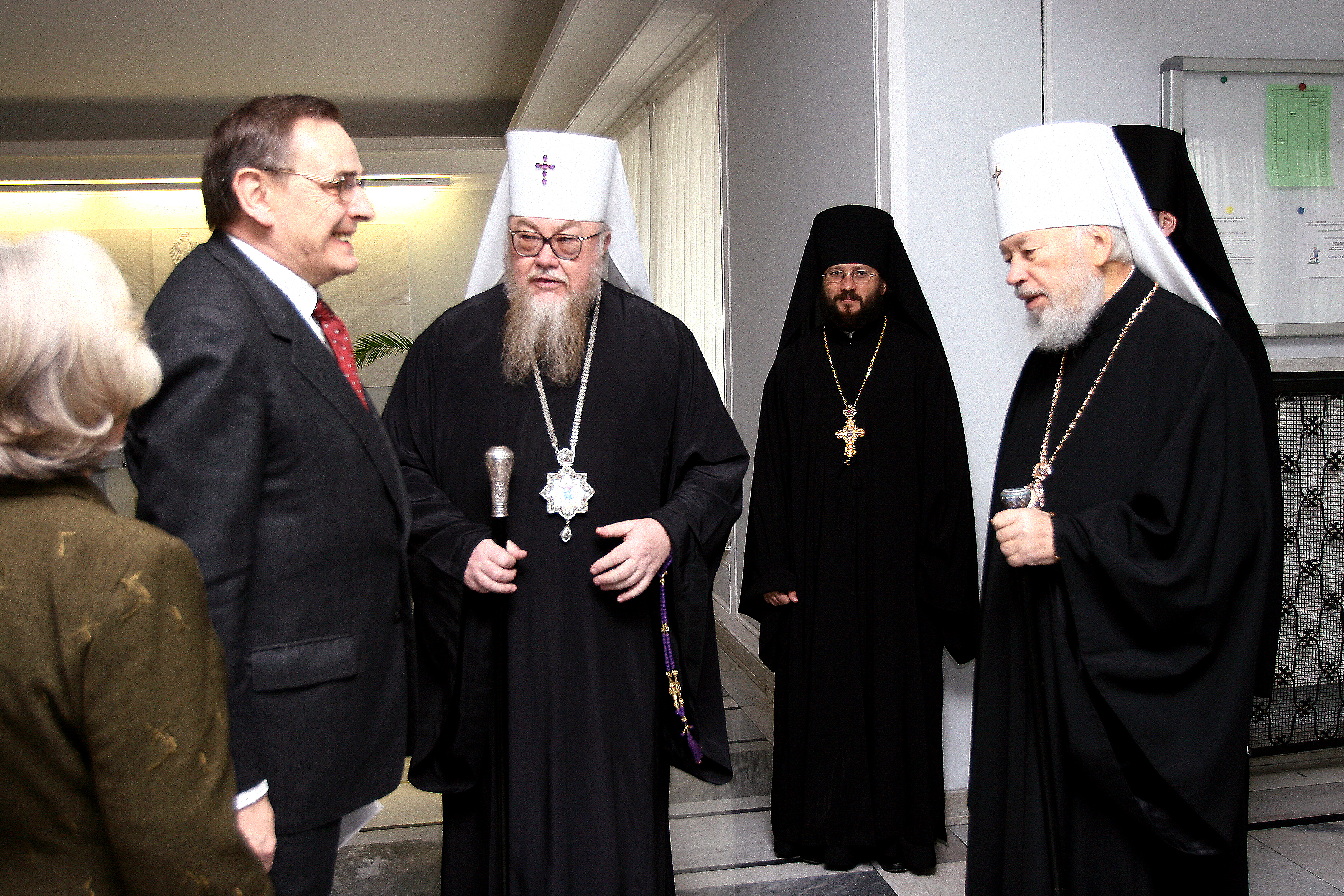
Z metropolitą Sawą i Zbigniewem Romaszewskim podczas wizyty w Senacie (2008)

Włodzimierz, imię świeckie Wiktor Markianowicz Sabodan, ukr. Віктор Маркіянович Сабодан (ur. 23 listopada 1935 w Markiwcach, zm. 5 lipca 2014 w Kijowie) – metropolita kijowski i całej Ukrainy, zwierzchnik Ukraińskiego Kościoła Prawosławnego Patriarchatu Moskiewskiego w latach 1992–2014.

## Życiorys

### Młodość
Urodził się w rodzinie chłopskiej jako najmłodszy z czterech synów. W dzieciństwie razem z matką odwiedzał późniejszego świętego mnicha, starca Laurentego z Czernihowa. Ukończył seminarium duchowne w Odessie, a następnie Leningradzką Akademię Duchowną, której dyplom uzyskał w 1962. W tym samym roku został wyświęcony na diakona przez metropolitę odeskiego i chersońskiego Borysa, po czym złożył śluby zakonne, przyjmując imię Włodzimierz, zaś 15 czerwca przyjął święcenia kapłańskie. Rozpoczął pracę wykładowcy w seminarium w Odessie, którego rektorem został w 1965, otrzymując równocześnie godność archimandryty. Rok później został zastępcą przewodniczącego rosyjskiej misji w Jerozolimie.

### Działalność w ZSRR
W czerwcu 1966 został biskupem zwienigorodzkim, biskupem pomocniczym eparchii moskiewskiej i przedstawicielem Rosyjskiego Kościoła Prawosławnego przy Światowej Radzie Kościołów. Od 1969 był biskupem czernihowskim i nieżyńskim, następnie od 1973 biskupem dmitrowskim – wikariuszem eparchii moskiewskiej, łącząc tę godność ze stanowiskiem rektora Moskiewskiej Akademii Duchownej. W tym samym roku został mianowany arcybiskupem.
W latach 1982–1984 został przeniesiony na katedrę rostowską i nowoczerkaską, otrzymując godność metropolity, a od 1984 do likwidacji Zachodnioeuropejskiego Egzarchatu Rosyjskiego Kościoła Prawosławnego był jego zwierzchnikiem. Następnie pełnił funkcję kanclerza Patriarchatu Moskiewskiego. W 1990 kandydował na patriarchę Moskwy i całej Rusi, uzyskując w głosowaniu drugą pozycję (wybrany został dotychczasowy metropolita talliński i estoński Aleksy).

### Metropolita kijowski i całej Ukrainy
Po likwidacji Egzarchatu Ukraińskiego i utworzeniu autonomicznego Ukraińskiego Kościoła Prawosławnego w jurysdykcji Patriarchatu Moskiewskiego stanął na jego czele z tytułem metropolity Kijowa i całej Ukrainy. Do tej godności został wytypowany przez sobór biskupów Kościoła, który odbył się 27 maja 1992 w Charkowie, z poparciem Świętego Synodu Patriarchatu Moskiewskiego, i zakończył się pozbawieniem urzędu dotychczasowego metropolity Filareta. Istnieją świadectwa, według których o wyborze Włodzimierza zdecydowano już wcześniej w Moskwie, zaś synod z 27 maja odbywał się pod kontrolą metropolity smoleńskiego i kaliningradzkiego Cyryla, kierownika Wydziału Zewnętrznych Stosunków Cerkiewnych Patriarchatu Moskiewskiego, pozostającego z uczestnikami w kontakcie telefonicznym. Serhii Plokhy podkreśla jednak, że bezpośrednia interwencja Patriarchatu Moskiewskiego była możliwa tylko dzięki otwartej opozycji ukraińskich biskupów wobec metropolity Filareta.
Opowiadał się za zachowaniem status quo w odniesieniu do statusu Ukraińskiego Kościoła Prawosławnego i jego przynależności do Patriarchatu Moskiewskiego. W 1997 stwierdził, że wśród mnichów i mniszek Kościoła dominuje przywiązanie do jedności z Kościołem Rosyjskim, podczas gdy wśród hierarchii zdania w tej kwestii są podzielone po połowie. Duchowny ocenił, iż gdyby zgodnie z aspiracjami części duchownych i wiernych o silnych przekonaniach narodowych Kościół Ukraiński otrzymał autokefalię, doszłoby do kolejnego rozłamu. Również w 2009, oceniając sytuację kierowanego przez siebie Kościoła, stwierdził, że osiemnaście lat jego funkcjonowania jako Cerkwi autonomicznej nie wystarczyło, by wypracować jednolite stanowisko w sprawie jego przyszłości (tj. ewentualnych dalszych starań o autokefalię). Podkreślił, że Kościół Ukraiński posiada wszelkie przymioty Cerkwi autonomicznej, a nawet cieszy się większą swobodą działania, niż część Kościołów autokefalicznych.
W 2001 sprzeciwiał się wizycie papieża Jana Pawła II na Ukrainie, twierdząc, iż jego przyjazd powinien zostać uzgodniony z prawosławnymi jako przedstawicielami najliczniejszej konfesji na Ukrainie. Twierdził także, że kontakty papieża z Kościołami prawosławnymi niekanonicznymi mogą doprowadzić do zerwania całego ekumenicznego dialogu katolicko-prawosławnego. Kierowana przez Włodzimierza organizacja kościelna przez cały okres pielgrzymki papieskiej protestowała przeciwko jego przybyciu na Ukrainę.
W latach 2007–2008 opublikowanych zostało sześć tomów jego prac teologicznych.
Po śmierci patriarchy moskiewskiego i całej Rusi Aleksego II biskupi Ukraińskiego Kościoła Prawosławnego Patriarchatu Moskiewskiego zwrócili się do metropolity Włodzimierza z prośbą, by zgodził się on kandydować na nowego patriarchę. Duchowny stwierdził jednak, że „chce stanąć przed Bogiem jako 121. metropolita kijowski”, faktycznie rezygnując z ubiegania się o urząd patriarchy.
W 2011 otrzymał tytuł Bohatera Ukrainy.
W listopadzie 2011 trafił do szpitala; jego stan został określony jako ciężki. W mediach pojawiły się informacje, iż hierarcha zapadł w śpiączkę, a następnie przeszedł operację dróg oddechowych i wrócił do przytomności. Hierarchia Ukraińskiego Kościoła Prawosławnego Patriarchatu Moskiewskiego zaprzeczyła, jakoby metropolita był w śpiączce. Jego sekretarz, arcybiskup perejasławski Aleksander (Drabynko) potwierdził natomiast, że hierarcha od wielu lat cierpi na chorobę Parkinsona.
23 grudnia 2011 w związku z przedłużającą się chorobą metropolity Włodzimierza Synod Ukraińskiego Kościoła Prawosławnego powierzył tymczasowy zarząd metropolii kijowskiej w ręce komisji złożonej z arcybiskupa perejasławskiego Aleksandra, biskupa jahodyńskiego Serafina oraz biskupa wasylkowskiego Pantelejmona, odpowiedzialnej przed tymczasowym zwierzchnikiem Synodu, metropolitą odeskim Agatangelem. Na kolejnym posiedzeniu Synodu, 26 stycznia 2012, decyzja ta została cofnięta, a tymczasowym zwierzchnikiem eparchii został przełożony ławry Peczerskiej, metropolita wyszhorodzki Paweł. Bliski współpracownik metropolity, arcybiskup perejasławski Aleksander, został także zwolniony ze stanowiska proboszcza będącego w budowie soboru Zmartwychwstania Pańskiego w Kijowie. W prasie cerkiewnej pojawiły się komentarze, iż działania Synodu mają na celu faktyczne odsunięcie chorego metropolity od jakiegokolwiek wpływu na działalność Kościoła, a ich inspiratorem jest metropolita Agatangel i skupiona wokół niego prorosyjska grupa hierarchów.
8 maja 2012 metropolita Włodzimierz wrócił do wykonywania swoich obowiązków. Jego podeszły wiek i choroba sprawiały jednak, że nie był w stanie skutecznie zarządzać Kościołem, w którym wyraźnie rywalizowały ze sobą grupy hierarchów w różnym wieku i o różnych poglądach politycznych.
W czasie protestów na Ukrainie na przełomie r. 2013 i 2014 przeciwko Wiktorowi Janukowyczowi z błogosławieństwa Włodzimierza odbywały się nabożeństwa w intencji pokoju i uniknięcia przelewu krwi, a następnie w intencji zabitych podczas protestów. Już po zwycięstwie protestów, 24 lutego 2014, metropolita Włodzimierz ze względu na zły stan zdrowia zrezygnował z funkcji zwierzchnika Kościoła. Locum tenens metropolii kijowskiej został dotychczasowy metropolita czerniowiecki i bukowiński Onufry, jednak Włodzimierz zachował honorowy tytuł metropolity dożywotnio, a wybory jego następcy miały odbyć się dopiero po jego śmierci.
Zmarł w lipcu 2014 i został pochowany na cmentarzu mnichów ławry Peczerskiej w pobliżu cerkwi Narodzenia Matki Bożej.

## Odznaczenia
Został odznaczony m.in. ukraińskim Orderem Księcia Jarosława Mądrego I, II, III, IV i V klasy (2008, 2005, 2002, 2001, 2000), rosyjskim Orderem Honoru (2005) i Orderem Przyjaźni (2004) oraz radzieckim Orderem Przyjaźni Narodów (1988).
- Order Wolności (2010, Ukraina)[27]

## Upamiętnienie
W 2016 w Kijowie, w rejonie desniańskim, dotychczasowej ulicy Kirowa nadano imię metropolity Włodzimierza (Sabodana).